# Henry Hanbury-Tracy
Pour les articles homonymes, voir Hanbury-Tracy.
Henry Hanbury-Tracy (11 avril 1802 - 6 avril 1889) est un homme politique britannique whig. Il siège à la Chambre des communes de 1837 à 1838.

## Biographie
Il est né à Toddington, dans le Gloucestershire, fils cadet de Charles Hanbury-Tracy (1er baron Sudeley), et d'Henrietta Susanna, fille unique et héritière d'Henry Tracy, huitième vicomte Tracy. Thomas Hanbury-Tracy (2e baron Sudeley), est son frère aîné.
Il est élu député de Bridgnorth aux élections générales de 1837 mais démissionne du Parlement l'année suivante en devenant l'intendant des Chiltern Hundreds.
Il épouse Rosamond Ann Myrtle, fille de Robert William Shirley, vicomte Tamworth, en 1841. Le 2 septembre 1852, il est nommé lieutenant-adjoint du Montgomeryshire par son frère et est promu major par lui, dans la milice du Montgomeryshire le 3 septembre. Il est nommé lieutenant-colonel commandant de ce régiment le 1er mai 1854, succédant à John Conroy (1er baronnet). Cependant, il démissionne de sa commission de milice le 25 juin 1855. Il est mort en avril 1889 à l'âge 86 ans.